# ریپی (آیووا)
ریپی (به انگلیسی: Rippey) شهری در ایالت آیووا کشور ایالات متحده آمریکا است که جمعیت آن در سرشماری سال ۲۰۱۰ میلادی، ۲۹۲ نفر بوده‌است.